# Boșorod (gmina)
Boșorod – gmina w Rumunii, w okręgu Hunedoara. Obejmuje miejscowości Alun, Bobaia, Boșorod, Chitid, Cioclovina, Luncani, Prihodiște, Târsa i Ursici. W 2011 roku liczyła 2062 mieszkańców.